# Buenaventura (Colômbia)
Buenaventura é uma cidade e município colombiano, do departamento do Valle del Cauca; é também o porto marítimo mais importante de Colômbia localizado sobre a costa do Oceano Pacífico. Dista 145 km por carreteira da cidade de Cali e está separado dela pela Cordilheira Ocidental dos Andes. A cidade sofre de vários problemas com grupos paramilitares apoiados pelo governo.